# Mi tierra (canción de Gloria Estefan)
"Mi Tierra" es una canción de la cantante cubanoamericana Gloria Estefan, de su tercer álbum de estudio del mismo nombre (1993). Fue escrita por Estéfano y la artista, con su esposo Emilio Estefan, Jorge Casas y Clay Ostwald a cargo de la producción. La canción fue lanzada como sencillo principal del álbum en 1993 por Epic Records. Se trata de un tema en ritmo de son montuno en el que la cantante narra la añoranza de su tierra natal. La canción recibió reacciones positivas de los críticos musicales, quienes elogiaron su arreglo.
"Mi Tierra" recibió el Premio Lo Nuestro a la Canción Tropical del Año en 1994, Canción Tropical/Salsa del Año en los Premios Billboard de la Música Latina de 1994, y fue reconocida como una canción premiada en los Premios Latinos BMI de 1995. En términos comerciales, la canción encabezó la lista Billboard Hot Latin Songs en los Estados Unidos y se ubicó en las listas de varios países europeos. El vídeo musical que acompaña la canción fue dirigido por Alberto Tolot y presenta a Gloria Estefan interpretando la canción junto con varios músicos de fondo. La canción ha sido versionada en directo por Ednita Nazario y Víctor Manuelle, respectivamente.

## Antecedentes y composición
En enero de 1993, Gloria Estefan anunció que estaba trabajando en un álbum en español titulado Mi Tierra.  La artista había querido grabar un álbum en español que reflejara su herencia cubana desde el comienzo de su carrera musical.  Antes de grabar en inglés, Estefan y su banda actuaban en clubes nocturnos latinos;  también recordaba a su abuela enseñándole viejas canciones cubanas. La música tuvo un papel importante en la familia de Estefan; su abuela paterna era poeta y un tío tocaba la flauta en una banda de salsa.  El deseo de la cantante de grabar un álbum en español también estuvo influenciado por su hijo Nayib, quien quería que él reconociera su herencia cubana. 
Mi Tierra fue producido por el esposo de Gloria, Emilio Estefan, y sus compañeros miembros de Miami Sound Machine Clay Ostwald y Jorge Casas.  La grabación tuvo lugar en los Crescent Moon Studios en Miami, Florida.  El músico colombiano Estéfano compuso cuatro de las canciones del álbum, incluida la canción principal, que coescribió con Estefan.  Musicalmente, "Mi Tierra" es un "paseo montuno sencillo y duro que celebra el amor y la añoranza por el viejo país".  Estefan señaló que la canción podría aplicarse a cualquier inmigrante, "la canción no era sólo para un cubano",  citando el origen colombiano de Estéfano. “Para él significaba algo más. Queríamos algo que pudiera captar el sentimiento de nostalgia que siente todo inmigrante hispano, sin importar de dónde venga”, agregó. 

## Recepción crítica y elogios
El editor de AllMusic, José F. Promis, calificó la canción como "himno" y se refirió a ella como una de las "canciones alegres y optimistas" del álbum.  Larry Flick de Billboard calificó la canción de "genial". Sobre el remix del club, dijo que está "reconstruido efectivamente para sus seguidores del club recientemente redescubiertos. La canción modera la percusión cinética de la canción original y el canto feroz de Glo con un ritmo deep-house sinuoso y teclados ambientales". Mark Millan de The Daily Vault calificó la canción como "embriagadora".  Anne Hurley de Entertainment Weekly afirmó que "los estados de ánimo surgen de un anhelo intenso" y es una "meditación sobre el anhelo por la propia tierra natal".  Mario Tarradell, crítico del Miami Herald, consideró que Estefan "arrasa con el ritmo feroz de la canción principal".  En una reseña por lo demás negativa del álbum, "Mi Tierra" fue la única canción que le gustó al crítico de The Morning Call, Clarence Elie-Rivera, calificándola de "melodía bailable y animada". 
Chuck Campbell, del Knoxville News Sentinel, calificó a "Mi Tierra" como una canción "conmovedora" que ofrece una "visión provocativa de la patria cubana desde el punto de vista de un expatriado".  En su comentario semanal sobre las listas de éxitos del Reino Unido, James Masterton señaló: "Es la primera vez que ha incluido en las listas un sencillo cantado en español, lo que puede limitar un poco su atractivo".  Alan Jones de Music Week le dio a la canción tres de cinco estrellas, añadiendo que "los compradores ocasionales de sencillos mayores se sentirán atraídos por esta mezcla original tradicional empapada de latín, mientras que los fanáticos del dance la pasarán por alto por las mezclas house musculosas de Tommy Musto y Pablo Flores. Los fanáticos habituales de Estefan son más propensos a dejarla pasar por alto por completo". La crítica del Pittsburgh Post-Gazette, Betsy Kline, se refirió a ella como una de las tres mejores pistas del álbum.  Tim Jeffery de Record Mirror Dance Update describió la canción como "un agradable número latino veraniego". 
En la sexta edición de los Premios Lo Nuestro en 1994, "Mi Tierra" ganó el premio Canción Tropical del Año.  Ese mismo año, fue la Canción Tropical/Salsa del Año en la inauguración de los Premios Billboard de la Música Latina.  La canción fue reconocida como una canción premiada en los Premios Latinos BMI de 1995.

## Promoción y desempeño comercial
"Mi Tierra" fue lanzada como el sencillo principal del album en 1993 por Epic Records. El video musical que lo acompaña fue dirigido por Alberto Tolot y presenta a Estefan interpretando la canción en un club nocturno junto con varios músicos de fondo. Una regrabación de la canción se incluyó en su decimocuarto álbum de estudio Brazil305 (2020) e incorpora música brasileña. Estefan interpretó la canción en vivo en los 36th Annual Grammy Awards en 1994, donde ganó el Grammy Award al mejor álbum latino tropical por Mi Tierra.
Como parte del homenaje de la Academia Latina de la Grabación a Estefan, quien recibió el galardón Persona del Año en 2008, la cantante puertorriqueña Ednita Nazario cantó una versión en vivo de "Mi Tierra".  Al día siguiente, Estefan la interpretó en la 9ª ceremonia anual de los Premios Grammy Latinos junto con "No Llores" y "Oye Mi Canto".  Diez años después, fue honrada con el Premio a la Excelencia Lo Nuestro por Univision junto a su esposo y el tema fue interpretado por el cantante puertorriqueño Víctor Manuelle durante los Premios Lo Nuestro 2018. 
En los Estados Unidos, la canción alcanzó los números uno y cinco en las listas Billboard Hot Latin Songs y Hot Dance Club Songs, respectivamente.   "Mi Tierra" fue la segunda canción latina con mejor interpretación en el país después de "Me Estoy Enamorando" de La Mafia.  En Europa, la canción alcanzó el puesto número 77 en las listas de Media Control en Alemania,  el 27 en la lista Mega Single Top 100 en los Países Bajos,  y el 36 en la lista de singles del Reino Unido. 